# Le Perrier
Pour les articles homonymes, voir Perrier.
Le Perrier est une commune du Centre-Ouest de la France, située dans le département de la Vendée en région Pays de la Loire.

## Géographie

### Localisation
Le territoire municipal du Perrier s'étend sur 3 300 hectares. L'altitude moyenne de la commune est de 1 mètre, avec des niveaux fluctuant entre 0 et 4 mètres,. La commune est située au cœur du Marais Breton Vendéen.
Cette commune est située à 6 km de Saint-Jean-de-Monts et à 10 km de Challans.
Le Perrier est située pour 90 % de son territoire en zone Natura 2000.

### Communes limitrophes
Les communes limitrophes sont Challans, Saint-Hilaire-de-Riez, Saint-Jean-de-Monts, Sallertaine et Soullans.
|                     | Sallertaine           |          |
| Saint-Jean-de-Monts | Perrier               | Challans |
|                     | Saint-Hilaire-de-Riez | Soullans |

### Climat
Pour des articles plus généraux, voir Climat des Pays de la Loire et Climat de la Vendée.
En 2010, le climat de la commune est de type climat océanique franc, selon une étude du CNRS s'appuyant sur une série de données couvrant la période 1971-2000. En 2020, Météo-France publie une typologie des climats de la France métropolitaine dans laquelle la commune est exposée à un climat océanique et est dans la région climatique  Bretagne orientale et méridionale, Pays nantais, Vendée, caractérisée par une faible pluviométrie en été et une bonne insolation. 
Pour la période 1971-2000, la température annuelle moyenne est de 12,4 °C, avec une amplitude thermique annuelle de 13 °C. Le cumul annuel moyen de précipitations est de 747 mm, avec 12,1 jours de précipitations en janvier et 6,1 jours en juillet. Pour la période 1991-2020, la température moyenne annuelle observée sur la station météorologique installée sur la commune est de 12,8 °C et le cumul annuel moyen de précipitations est de 762,1 mm,. Pour l'avenir, les paramètres climatiques de la commune estimés pour 2050 selon différents scénarios d'émission de gaz à effet de serre sont consultables sur un site dédié publié par Météo-France en novembre 2022.
| Mois                                  | jan.             | fév.          | mars          | avril           | mai            | juin           | jui.          | août            | sep.          | oct.          | nov.            | déc.        | année      |
| ------------------------------------- | ---------------- | ------------- | ------------- | --------------- | -------------- | -------------- | ------------- | --------------- | ------------- | ------------- | --------------- | ----------- | ---------- |
| Température minimale moyenne (°C)     | 4,1              | 3,6           | 5,4           | 7               | 10,1           | 12,9           | 14,4          | 14,1            | 11,7          | 9,8           | 6,5             | 4,4         | 8,7        |
| Température moyenne (°C)              | 6,9              | 7,1           | 9,3           | 11,4            | 14,6           | 17,6           | 19,3          | 19,3            | 16,8          | 13,8          | 9,9             | 7,5         | 12,8       |
| Température maximale moyenne (°C)     | 9,8              | 10,5          | 13,2          | 15,7            | 19,1           | 22,3           | 24,1          | 24,4            | 21,9          | 17,7          | 13,4            | 10,5        | 16,9       |
| Record de froid (°C) date du record   | −10,2 02.01.1997 | −8,7 12.02.12 | −8,5 01.03.05 | −3 03.04.1996   | 0,5 14.05.1995 | 4,2 02.06.1997 | 7,2 16.07.00  | 5,7 08.08.1996  | 1,7 29.09.07  | −5 30.10.1997 | −7,2 21.11.1993 | −9 16.12.01 | −10,2 1997 |
| Record de chaleur (°C) date du record | 16,5 24.01.16    | 21,3 27.02.19 | 24,6 19.03.05 | 28,6 29.04.1994 | 31 22.05.22    | 38,6 27.06.19  | 40,9 18.07.22 | 37,1 02.08.1990 | 33,5 04.09.23 | 29,9 08.10.23 | 21,1 01.11.15   | 17 07.12.00 | 40,9 2022  |
| Précipitations (mm)                   | 80,3             | 61,9          | 51,4          | 56,1            | 52,3           | 43,1           | 36,9          | 44,1            | 63,2          | 91,5          | 92,2            | 89,1        | 762,1      |

## Urbanisme

### Typologie
Au 1er janvier 2024, Le Perrier est catégorisée bourg rural, selon la nouvelle grille communale de densité à sept niveaux définie par l'Insee en 2022.
Elle est située hors unité urbaine. Par ailleurs la commune fait partie de l'aire d'attraction de Challans, dont elle est une commune de la couronne,. Cette aire, qui regroupe 12 communes, est catégorisée dans les aires de moins de 50 000 habitants,.

### Occupation des sols

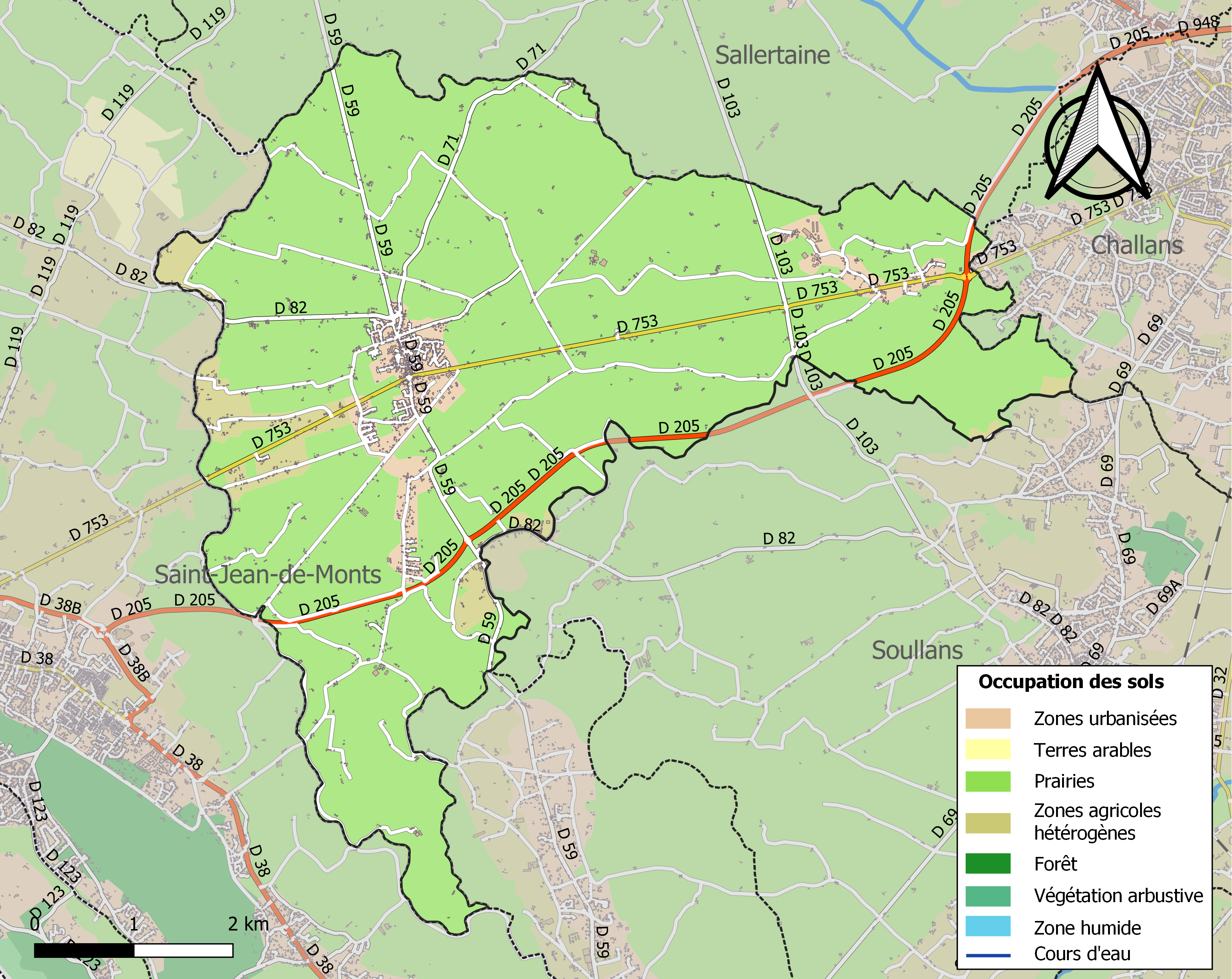
Carte des infrastructures et de l'occupation des sols de la commune en 2018 (CLC).

L'occupation des sols de la commune, telle qu'elle ressort de la base de données européenne d’occupation biophysique des sols Corine Land Cover (CLC), est marquée par l'importance des territoires agricoles (94,7 % en 2018), en diminution par rapport à 1990 (97,1 %). La répartition détaillée en 2018 est la suivante : 
prairies (90,4 %), zones urbanisées (5,3 %), zones agricoles hétérogènes (4,3 %). L'évolution de l’occupation des sols de la commune et de ses infrastructures peut être observée sur les différentes représentations cartographiques du territoire : la carte de Cassini (XVIIIe siècle), la carte d'état-major (1820-1866) et les cartes ou photos aériennes de l'IGN pour la période actuelle (1950 à aujourd'hui).

## Histoire
L'histoire du Perrier est marquée par trois événements :
- Le passage de Louis XIII en avril 1622, allant défaire à Riez l'armée protestante de Soubise[13].
- Pendant les Guerres de Vendée, à la fin du mois de mai 1794, à l'appel de Charette, Jean-Nicolas Stofflet se réunit à lui avec ses troupes au village de la Bésilière, dans la paroisse de Legé. Les républicains commandés par le général Jacques Dutruy s'étaient emparés du marais du Perrier, de ses moissons et de ses 50 000 bêtes à cornes[14]. Il était important pour les Vendéens de reprendre ce territoire afin de ravitailler leurs troupes. Le 30 mai, Charette part le premier et bat le bataillon d'Ille-et-Vilaine commandé par l'adjudant-général Brière à la bataille de Mormaison. Stofflet, parti à son tour, est cependant affaibli en route par un affrontement dans lequel il perd ses vivres et une partie de ses munitions. Néanmoins les Vendéens, bientôt rejoints par les troupes de Sapinaud, se mettent en marche sur Challans à quelques kilomètres du Perrier avec l'intention de prendre la ville. L'incendie du village du Perrier et le massacre de ses habitants, fidèles à leur religion et à leur souverain en juin 1794, par les Colonnes infernales de Turreau, suit les évènements précédents.
- La chasse des derniers rebelles vendéens par les soldats de l'Empire en juin 1815, le 4 juin 1815, s'y déroula près du Perrier, le combat des Mathes, qui opposa les Vendéens aux troupes impériales de Napoléon, lequel était revenu sur le trône lors des Cent Jours. Au cours de ce combat, Louis de la Rochejacquelein, frère de monsieur Henri, fut tué[15].

En octobre 1946, les gendarmes de Saint-Jean-de-Monts ont consigné dans le registre des procès-verbaux une histoire étrange. Dans une maison de la commune du Perrier se produisent des phénomènes inexplicables. La maîtresse de maison, qui a l'habitude de classer des images pieuses dans une armoire, les retrouve chaque jour éparpillées dans la pièce. Certaines sont même collées contre un portrait qui est sur la cheminée.
Des papiers écrits font leur apparition à chaque fois qu'un malheur va frapper !
Que ce soit pour la grange qui part dans un incendie ou une meule de foin qui prend feu, à chaque fois, la veille, le message mystérieux : « Un malheur va t'arriver ! » apparaît sur une table.
La gendarmerie, ne trouvant aucune solution à ce problème, ne peut que consigner les faits.
Mais dans le village tous parlent d’un mauvais livre qui circulerait dans certaines mains.
De nos jours, Le Perrier est une commune qui développe un éco-tourisme. Un site « Domaine Le Jardin du Marais » est labellisé Clé Verte premier label environnemental international

## Héraldique
| Blason | Blasonnement : De sinople à la fasce ondée d'argent sur laquelle est posée une yole et ses deux passagers, maraîchine assise et maraîchin ninglant, le tout d'argent, accompagnée en pointe d'une croix fleurdelysée d'or. |

## Population et société

### Démographie

#### Évolution démographique
L'évolution du nombre d'habitants est connue à travers les recensements de la population effectués dans la commune depuis 1793. Pour les communes de moins de 10 000 habitants, une enquête de recensement portant sur toute la population est réalisée tous les cinq ans, les populations de référence des années intermédiaires étant quant à elles estimées par interpolation ou extrapolation. Pour la commune, le premier recensement exhaustif entrant dans le cadre du nouveau dispositif a été réalisé en 2007.

En 2022, la commune comptait 2 210 habitants, en évolution de +11,11 % par rapport à 2016 (Vendée : +5,33 %, France hors Mayotte : +2,11 %).
| 1793  | 1800  | 1806  | 1821  | 1831  | 1836  | 1841  | 1846  | 1851  |
| ----- | ----- | ----- | ----- | ----- | ----- | ----- | ----- | ----- |
| 1 300 | 1 400 | 1 538 | 1 716 | 1 583 | 1 625 | 1 614 | 1 714 | 1 791 |

| 1856  | 1861  | 1866  | 1872  | 1876  | 1881  | 1886  | 1891  | 1896  |
| ----- | ----- | ----- | ----- | ----- | ----- | ----- | ----- | ----- |
| 1 794 | 1 762 | 1 767 | 1 801 | 1 833 | 1 882 | 1 990 | 2 001 | 2 055 |

| 1901  | 1906  | 1911  | 1921  | 1926  | 1931  | 1936  | 1946  | 1954  |
| ----- | ----- | ----- | ----- | ----- | ----- | ----- | ----- | ----- |
| 1 973 | 1 959 | 1 932 | 1 735 | 1 728 | 1 671 | 1 629 | 1 535 | 1 398 |

| 1962  | 1968  | 1975  | 1982  | 1990  | 1999  | 2006  | 2007  | 2012  |
| ----- | ----- | ----- | ----- | ----- | ----- | ----- | ----- | ----- |
| 1 310 | 1 257 | 1 218 | 1 385 | 1 532 | 1 506 | 1 761 | 1 797 | 1 869 |

| 2017  | 2022  | - | - | - | - | - | - | - |
| ----- | ----- | - | - | - | - | - | - | - |
| 2 023 | 2 210 | - | - | - | - | - | - | - |

#### Pyramide des âges
En 2018, le taux de personnes d'un âge inférieur à 30 ans s'élève à 31,5 %, soit en dessous de la moyenne départementale (31,6 %). À l'inverse, le taux de personnes d'âge supérieur à 60 ans est de 31,6 % la même année, alors qu'il est de 31,0 % au niveau départemental.
En 2018, la commune comptait 1 003 hommes pour 1 040 femmes, soit un taux de 50,91 % de femmes, légèrement inférieur au taux départemental (51,16 %).
Les pyramides des âges de la commune et du département s'établissent comme suit.
| Hommes | Classe d’âge | Femmes |
| ------ | ------------ | ------ |
| 0,9    | 90 ou +      | 3,1    |
| 7,8    | 75-89 ans    | 8,9    |
| 21,0   | 60-74 ans    | 21,5   |
| 17,9   | 45-59 ans    | 19,5   |
| 18,1   | 30-44 ans    | 18,1   |
| 14,8   | 15-29 ans    | 13,1   |
| 19,4   | 0-14 ans     | 15,9   |

| Hommes | Classe d’âge | Femmes |
| ------ | ------------ | ------ |
| 0,8    | 90 ou +      | 2,2    |
| 8,7    | 75-89 ans    | 11,1   |
| 20,3   | 60-74 ans    | 21,3   |
| 20     | 45-59 ans    | 19,4   |
| 17,5   | 30-44 ans    | 16,8   |
| 15     | 15-29 ans    | 13,2   |
| 17,7   | 0-14 ans     | 16,1   |

## Lieux et monuments

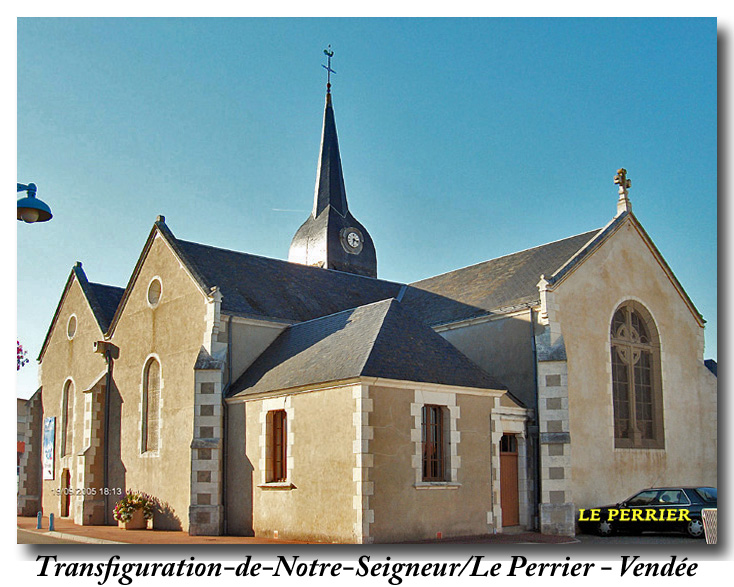
L'église Saint-Sauveur de Perrier

- Église Saint-Sauveur.